# Nephrops norvegicus
Nephrops norvegicus, tên trong tiếng Anh gồm Norway lobster (tôm hùm Na Uy), Dublin Bay prawn (tôm vịnh Dublin), langoustine hoặc scampi là một loài tôm hùm càng màu cam-hồng có thể phát triển đến chiều dài 25 cm (10 in), và được xem là "loài giáp xác thương mại quan trọng nhất tại châu Âu". Nó hiện là loài duy nhất của chi Nephrops sau khi nhiều loài khác được chuyển sang chi liên quan Metanephrops. N. norvegicus sống ở vùng đông bắc Đại Tây Dương, và một phần Địa Trung Hải, nó không có mặt ở biển Baltic và biển Đen. Con trưởng thành rời hang vào ban đêm để tìm cá và giun.

## Mô tả
Nephrops norvegicus có hình dáng cơ thể điển hình của một loài tôm hùm càng. Kích thước loài này nhỏ hơn một số loài Homarus. Nó có màu cam nhạt, chiều dài trung bình 18–20 xentimét (7–8 in), và có thể đạt 25 cm (10 in) chiều dài gồm cả đuôi và càng.